# Ruska Trójca
Ruska Trójca (ukr. Руська Трійця, Ruśka Trijcia) – ukraińskie ugrupowanie społeczno-kulturalne założone w 1832 roku we Lwowie przez Markijana Szaszkewycza, Iwana Wahyłewycza i Jakiwa Hołowackiego.

## Charakterystyka
Markijan Szaszkewycz, Iwan Wahyłewycz i Jakiw Hołowacki studiowali w greckokatolickim Seminarium Duchownym, mieszczącym się w zabudowaniach cerkwi Św. Ducha we Lwowie. Oprócz działalności badawczej, literackiej i publicystycznej wydali almanach Rusałka Dnistrowaja, który w 1837 wydrukowany został na Węgrzech, aby ominąć cenzurę. Zbiór ten wprowadził do literatury język ludowy Rusinów, zrywając tym samym z tradycją literatury w języku staro-cerkiewno-słowiańskim.
Działalność „Ruskiej Trójcy” miała duże znaczenie dla obudzenia i wzrostu ukraińskiej świadomości narodowej i rozwoju języka ukraińskiego. Przed Ruską Trójcą takie działania podejmowali, jednak na mniejszą skalę, twórcy tacy jak: Iwan Mohylnycki, Denys Zubrycki, Iwan Snihurski, Mychajło Harasewycz.
Pierwsze działania w tym kierunku podjął Szaszkewycz. Wkrótce zbliżyli się do niego dwaj inni studenci lwowscy, to jest Hołowacki i Wahyłewycz, i wspólnie zaczęli pracę nad stworzeniem języka i literatury ukraińskiej. Weszli też w kontakt z działaczami słowiańskimi innych krajów monarchii, a sami pod ich wpływem zaczęli zbierać pieśni, legendy i dokumenty historyczne.
Pierwszym zagadnieniem była sprawa alfabetu. Właśnie wtedy Wacław Zaleski wydał Pieśni polskie i ruskie ludu galicyjskiego (1833), w alfabecie łacińskim. Przeciw temu wystąpił Szaszkewycz wydając w 1836 broszurę pt. Azbuka i abecadło, gdzie postulował używanie cyrylicy. Broszura, wydana w Przemyślu, była odpowiedzią na artykuł Józefa Łozińskiego, ogłoszony w 1834 w „Rozmaitościach Lwowskich" pt. O wprowadzeniu abecadła polskiego do piśmiennictwa ruskiego. Polemika ta ma wielkie znaczenie, ponieważ Szaszkewyczowi wyraźnie szło tu o zachowanie odrębności narodowej, gdyż alfabet łaciński, jak mu się zdawało, groził utonięciem w morzu polskiej kultury, polskiej literatury owego czasu, która skądinąd fascynowała tych młodych Ukraińców.
Młodzi ludzie pracując nad wytworzeniem języka literackiego szukali podstawy w mowie ludu. Sami pisali i zbierali pieśni ludowe.
Korzystając ze wskazówek Kollára, Šafárika, Havlíčka, tłumaczyli Rękopis królowodworski, drukowali nawet swoje pisma w Czechach. W Galicji przebywał w tym czasie jako urzędnik Karel Vladislav Zap – Czech, literat, zbieracz pieśni ludowych, mający bliskie stosunki z budzicielami czeskimi. Wszedł on w środowisko młodych Ukraińców galicyjskich i pomagał im w kontaktach z Pragą. Zresztą Hołowacki był uczniem Kollara w czasie swego pobytu na uniwersytecie w Peszcie, prowadził korespondencję nie tylko z nim, ale i z Safarikiem, który niemało przyczynił się do ułatwienia prac Ruskiej Trójcy.
Wśród wszystkich kilkudziesięciu członków „Trójcy”, tylko dwóch było stanu świeckiego: Jakub Hołowacki i Hryhorij Ilkewycz. Pozostali byli duchownymi greckokatolickimi; to z tego środowiska wywodziła się w I połowie XIX wieku (do 1848 roku – Wiosny Ludów) prawie cała ówczesna galicyjska inteligencja ukraińska. Ukraiński uczony Iwan Franko pisał:

Mówić o inteligencji u nas przed zniesieniem pańszczyzny, znaczy mówić o duchowieństwie, innej inteligencji nie było.

Do działaczy Ruskiej Trójcy należeli również: Porfiry Bilinkewycz, Iwan Birecki, Mychajło Bulwiński, Iwan Hołowaćkyj, Julian Jamiński, N. Kuszłyk, Wiktor Łopatyński, Josyf Łowycki, Antin Mohylnycki, Płaton Łukaszewycz, Josyf Ochrymowycz, Josyf Ostrożynski, Roman Pasiczynski, Semen Płeszkewycz, Iwan Pokinski, Josyf Skomorowski, Osyp Szuchewycz, Łew Treszczakiwski, Urycki, Mykoła Ustyjanowycz.